# لیرجت ۲۳
لیرجت ۲۳ (به انگلیسی: Learjet 23) یک هواگرد ساختِ کارخانهٔ لیرجت در کشور ایالات متحده آمریکا است که در سال ۱۹۶۲–۱۹۶۶ ساخته شد. نخستین استفاده‌کنندهٔ این هواگرد یک مشتری خصوصی بوده‌است. این هواگرد برای نخستین بار در ۷ اکتبر ۱۹۶۳ میلادی مورد استفاده قرار گرفت.